# Свартхольм
Свартхольм (швед. Svartholm, фин. Svartholman merilinnoitus) — крепость около города Ловийса в Финляндии.

## История

### Строительство
Крепость была построена шведским инженером Августином Эренсвэрдом между 1748 и 1764 гг. на острове при входе в Ловисский залив вместе с защитными крепостными сооружениями на берегу. Однако строительство крепости было приостановлено в связи с началом Померанской войны 1757—1762 гг., а затем русско-шведской войны 1808—1809 гг. В 1808 г. она ещё не была окончательно готова.

### Война 1808—1809

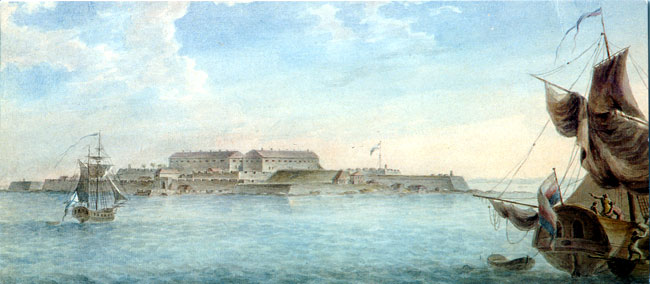
Вид Свартхольма (1809). Картина Гавриила Сергеева

Ловисская крепость являлась одной из главных целей русской армии на первом этапе войны. 17-я пехотная дивизия Каменского выступив из Финляндской губернии пересекла границу в Ахвенкоски и без штурма взяли Ловиису.
Чтобы избежать больших потерь, штурмовать островную крепость Свартхольм по льду не стали, а просто перерезали её сообщение с большой землёй. В это время в крепости находилось 688 человек, но вооружена она была чуть более, чем на треть от положенного количества. К тому же запасы продовольствия и воды (то есть состояние колодца) тоже оставляли желать лучшего.
Несмотря на то, что первые обстрелы крепости не нанесли ей серьёзных повреждений, после двухнедельной блокады и бомбардировок, комендант — майор Карл Магнус Грипенберг (Carl Magnus Gripenberg) принял решение о капитуляции. Крепость сдалась 6 (18) марта 1808 года. Все 688 человек гарнизона оказались в плену.

### Великое княжество Финляндское
После войны 1808—1809 годов Свартхольм потерял своё стратегическое значение и использовался в качестве военно-морской базы и частично в качестве тюрьмы, так в ней содержались декабристы Батеньков и Штейнгель.
В 1855 году во время Крымской войны крепость была взорвана высадившимися здесь английскими войсками.

### Финляндия
В 1960-х гг. было принято решение о восстановлении крепости и частичном превращении её в музей. Реставрационные работы были завершены к 1998 г.